# Love Is No Crime
Love Is No Crime (с англ. — «Любовь не преступление») — третий студийный альбом немецкой диско-группы Bad Boys Blue, вышедший в 1987 году.

## Об альбоме
Содержит такой хит группы, как «Come Back And Stay», с которого началась карьера Джона МакИнерни, как главного вокалиста Bad Boys Blue. Композиции «Gimme Gimme Your Lovin' (Little Lady)», «Victim Of Your Love», «Charlene», «Inside Of Me», «Why (Misty Eyes)» и «Kiss You All Over, Baby (New Version)» в исполнении Тревора Тэйлора.

## Список композиций
1. «Come Back And Stay» (7:35)
2. «If You Call On Me» (3:32)
3. «Victim Of Your Love» (4:29)
4. «Love Is No Crime» (3:35)
5. «Gimme Gimme Your Lovin' (Little Lady)» (3:49)
6. «I Remember Mary» (4:57)
7. «Charlene» (4:26)
8. «Inside Of Me» (4:34)
9. «Why (Misty Eyes)» (4:57)
10. «Kiss You All Over, Baby (New Version)» (4:12)

## Высшие позиции в чартах
- Финляндия — 12 место.